# لنگو
لنگو (به آلمانی: Lengau) یک منطقهٔ مسکونی در اتریش است که در برونو آم این واقع شده‌است. لنگو ۵۸٫۱۸ کیلومتر مربع مساحت دارد ۵۳۲ متر بالاتر از سطح دریا واقع شده‌است.